# Chevrolet Kodiak
Der Chevrolet Kodiak – auch als GMC Topkick und Isuzu H-Series angeboten – war eine Reihe mittelgroßer Lkw von General Motors.
Sie diente meistens als Basis für Arbeits-Lkw, Lastzüge, Müllwagen und ähnliche Fahrzeuge, die Motoren mit großem Drehmoment, große Zuladung und eine hohe Zugkraft benötigen. Es gibt Stellmacherbetriebe, die solche Wagen für den Anwender in Pritschenwagen und andere Lieferfahrzeuge umbauen. Die wichtigsten Wettbewerber des Kodiak waren der Ford Super Duty und der International CXT.
Kodiak und Topkick wurden 1980 als stärkere Versionen der damals schon angebotenen C-Serie-Pickups eingeführt. „Kodiak“ folgt der Reihe der „Frontier Beast“-Namen, die andere Chevrolets bekamen, zum Beispiel Bison oder Bruin. „Top Kick“ stammt aus dem militärischen Bereich und reiht sich in die Gruppe ähnlicher GMC-Namen, wie General und Brigadier ein. Die Wagen der ersten Generation erkennt man an ihrem Kühlergrill in Fahrzeugbreite und ihren rechteckigen Scheinwerfern, die nebeneinander in Chromrahmen unterhalb der Bezeichnung „GMC“ oder des Chevrolets-Kreuzes über dem Grill; normale, von 1973 bis 1989 gefertigte C50 – C80 besitzen runde Scheinwerfer und das Emblem sitzt auf dem Kühlergrill.
Mit der zweiten Generation 1990 bekamen alle GM-Hauben-Lkw die Namen Kodiak oder Topkick, bis ihre Produktion 1995 eingestellt wurde; diese Wagen hatten die „GMT400“-Kabine bis 2003, immer mit dem „rechteckigen“ Armaturenbrett der Leicht-Lkw von 1995. Sie werden immer noch in Mexiko hergestellt.
2004 bekamen die Modelle für den US-Markt eine neue Plattform mit einer größeren Kabine, die der der großen GM-Lkw-Modelle glich.
Ein besonderer Kodiak C4500 wurde auf der Chicago Auto Show 2006 vorgestellt. Er zielte direkt auf den International RXT, der auch dort präsentiert wurde und ein DVD-basiertes Navigationssystem und ein leistungsfähiges Audiosystem besaß. Die Preise beginnen bei 70.000 US-Dollar. Beide haben eine Reihe von Gemeinsamkeiten, zum Beispiel den Inhalt ihrer Premium-Pakete, auch wenn der C4500 stärker als der RXT ist (221 kW gegen 169 kW) und der RXT mit seinem 4x2–Antrieb eine höhere Zugfähigkeit (7300 kg) besitzt.
Am 20. Dezember 2007 wurde bekannt gemacht, dass GM seine mittelgroße Lkw-Reihe aufgibt und den Geschäftsbereich an Navistar International verkauft.  Am 20. August 2008 gaben GM und Navistar bekannt, dass ihre Verkaufsvereinbarung nicht aufrechterhalten würde.
Für den US-Präsidenten Barack Obama wurde die  gepanzerte Limousine „Cadillac One“ entwickelt, die auf dem Fahrgestell eines Kodiak/Topkick aufgebaut sein soll. Andere Quellen deuten jedoch auf ein kleineres Fahrgestell hin.

## Ultimate
Ein Umbau des normalen GMC Topkick, ein Pritschenwagen mit Doppelkabine – Ultimate Class IV Topkick Pickup genannt – wurde von GM und Monroe Truck Equipment (MTE) entwickelt. Dieses Spezialfahrzeug besitzt eine 2,4 m lange Stahlpritsche der Version mit Doppelbereifung, inklusive Heckklappe aus Stahl, GFK-Seitenpaneelen und einer Innenauskleidung von Rhino Linings.

## Filme

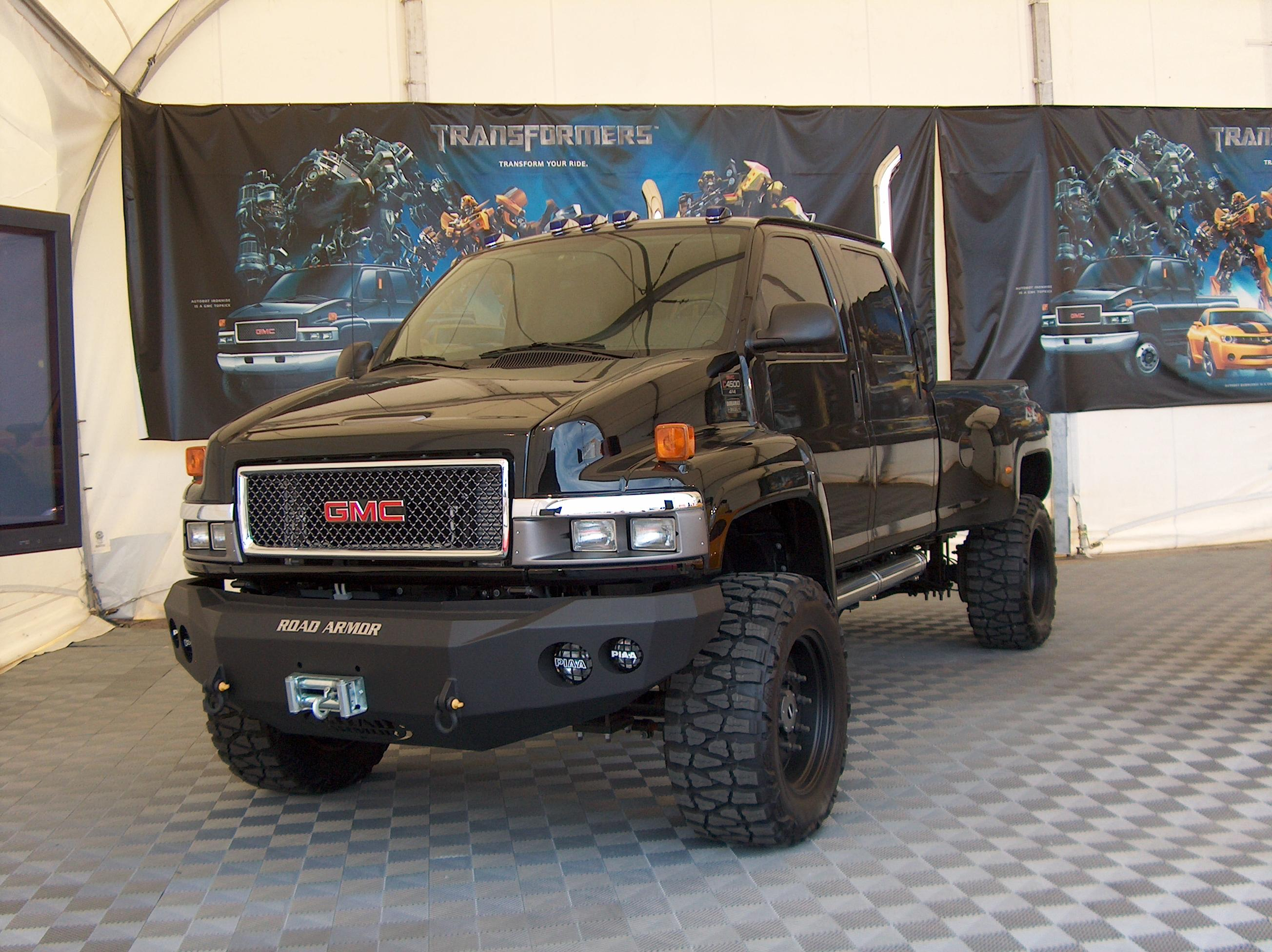
Topkick-Umbau von „Autobot Ironhide“, ausgestellt beim Detroit River Walk Festival 2007

Ein umgebauter GMC Topkick C4500 – wie auf der offiziellen Film-Website und der HD-DVD-Zweiplatten-Spezialausgabe gezeigt – kommt im Film Transformers als Fahrzeugausgabe des Autobot Ironhide vor. MTE hat angekündigt, eine käufliche Version dieses Pickups bauen zu wollen.